# 奥利奥森莺属
奥利奥森莺属（学名：Oreothlypis）是雀形目森莺科的一属鸣禽。
该属的大多数物种原先属于虫森莺属。但后来发现，这些物种与火喉森莺、月胸森莺的亲缘关系比虫森莺属的其他物种更近。于是桑斯特（Sangster）于2008年提出将这些物种划为一个单独的新属——雷奥虫森莺属（Leiothlypis）。不过最终美国鸟类学家联合会决定将它们与火喉森莺、月胸森莺一同划入已存在的奥利奥森莺属。

## 种
- 灰冠虫森莺（Oreothlypis peregrina）
- 橙冠虫森莺（Oreothlypis celata）
- 黄喉虫森莺（Oreothlypis ruficapilla）
- 黄胸虫森莺（Oreothlypis virginiae）
- 黄腰虫森莺（Oreothlypis crissalis）
- 赤腰虫森莺（Oreothlypis luciae）
- 火喉森莺（Oreothlypis gutturalis）
- 月胸森莺（Oreothlypis superciliosa）